# Operació Bluecoat
L'operació Bluecoat va ser una ofensiva a la batalla de Normandia, des del 30 de juliol fins al 7 d'agost de 1944, durant la Segona Guerra Mundial. Els objectius geogràfics de l'atac, realitzats pels Cossos VIII i XXX del Segon Exèrcit britànic (tinent general Miles Dempsey), eren assegurar la cruïlla de la carretera de Vire i el terreny alt del Mont Pinçon. Operacionalment, l'atac es va realitzar per explotar l'èxit de l'operació Cobra pel Primer exèrcit nord-americà després que esclatés al flanc occidental del cap de platja de Normandia i tàcticament per explotar la retirada de la 2a divisió Panzer de la zona de Caumont, per participar a Unternehmen Lüttich (Operació Liège) una contraofensiva contra els nord-americans.

## Rerefons
Del 18 al 20 de juliol, el Segon Exèrcit britànic va dur a terme l'operació Goodwood en direcció sud-est, al sud-est de Caen, al flanc oriental del cap de platja aliat, que havia obligat els alemanys a mantenir la major part de les seves unitats blindades a l'est al voltant de Caen. Després de Goodwood, Ultra va revelar que els alemanys tenien previst desplaçar la 21a Divisió Panzer fora de la línia del front, per preparar-la per traslladar-la cap al sector oest (nord-americà) del front. El 25 de juliol, després d'un fals inici el dia abans, el Primer Exèrcit dels Estats Units va començar l'operació Cobra.

## Preludi

### Preparatius ofensius aliats
Es va moure el límit inter-exèrcit entre el flanc dret britànic i el Primer Exèrcit dels Estats Units, amb les forces britàniques que van assumir un sector anteriorment dirigit pel V Cos dels Estats Units, contra el qual hi havia una infanteria lleugerament armada, que va donar l'oportunitat per a una nova operació per seguís desgastant els blindats alemanys. El quarter general del VIII Cos i les divisions blindades 7a, 11a i de la Guàrdia del Segon Exèrcit britànic comandades pel tinent general Sir Miles Dempsey, es van desplaçar cap a l'oest cap a Caumont pel flanc occidental del XXX Cos britànic, per alleujar el V Cos dels Estats Units. Dempsey va planejar atacar el 2 d'agost, però la velocitat dels esdeveniments el va obligar a avançar la data.

### Preparatius defensius alemanys
Des del 21 de juliol, la 2a Divisió Panzer va ser retirada de la zona al sud de Caumont i rellevada per la 326a Divisió, que va ocupar un front de 16 km a l'est de Villers-Bocage (Calvados), al costat de la 276a Divisió Volksgrenadier, a l'oest fins al riu Drôme, el límit entre el LXXIV Korps del Panzergruppe West i el Setè Exèrcit alemany. La Divisió 326, a sud i a l'est de Caumont, va ser un reforç i es va fer càrrec d'un gran nombre de defenses de camp i camuflat posicions de tir, darrere d'extensos camps de mines en el terreny defensiu ideal del bocage de la Suisse Normande.

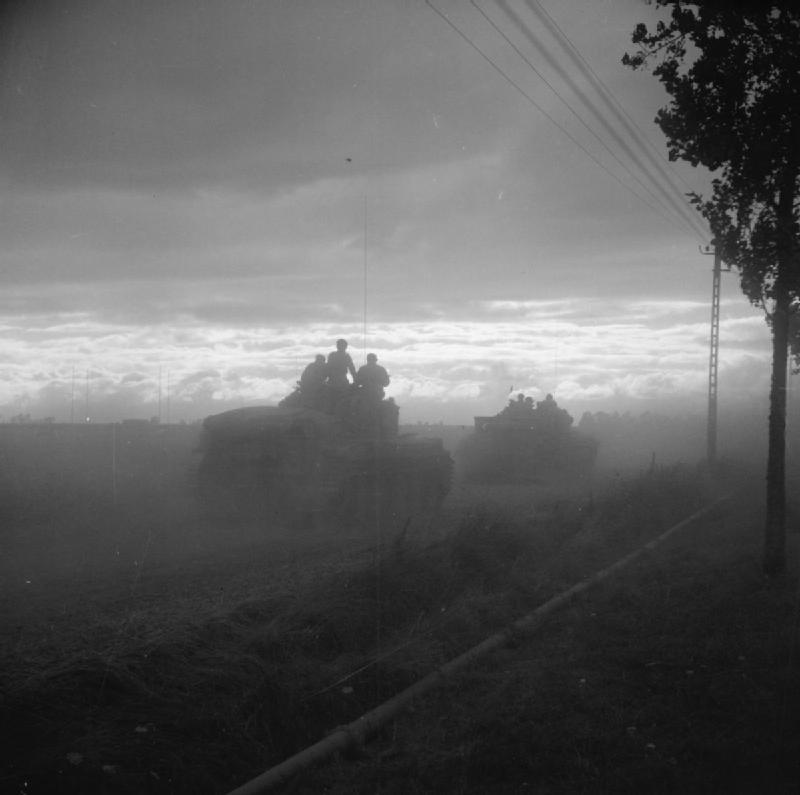
Operació Bluecoat: tancs Cromwell de la 7a Divisió Cuirassada avancen el matí del 30 de juliol de 1944

### El pla
El XXX Cos britànic havia de dirigir l'atac amb la 43a Divisió d'Infanteria (Wessex) per avançar fins al capdamunt de Bois du Homme (Punt 361). El flanc esquerre l'havia de protegir la 50a Divisió d'Infanteria (Northúmbria) i la 7a Divisió Blindada estava en reserva. A la dreta, el flanc oest del XXX Cos es trobava protegit pel VIII Cos, amb la 15a Divisió d'Infanteria (Escocesa) atacant al sud des de Caumont i l' 11a Divisió Blindada atacant camp a través més a l'oest, disposat a explotar un col·lapse alemany avançant. en direcció a Petit Aunay, a 6 km a l'oest de Saint-Martin-des-Besaces. Una incursió de més de 1.000 bombarders en preferència a una barrera d'artilleria prèvia havia de preparar el camí per a l'atac.

## Batalla

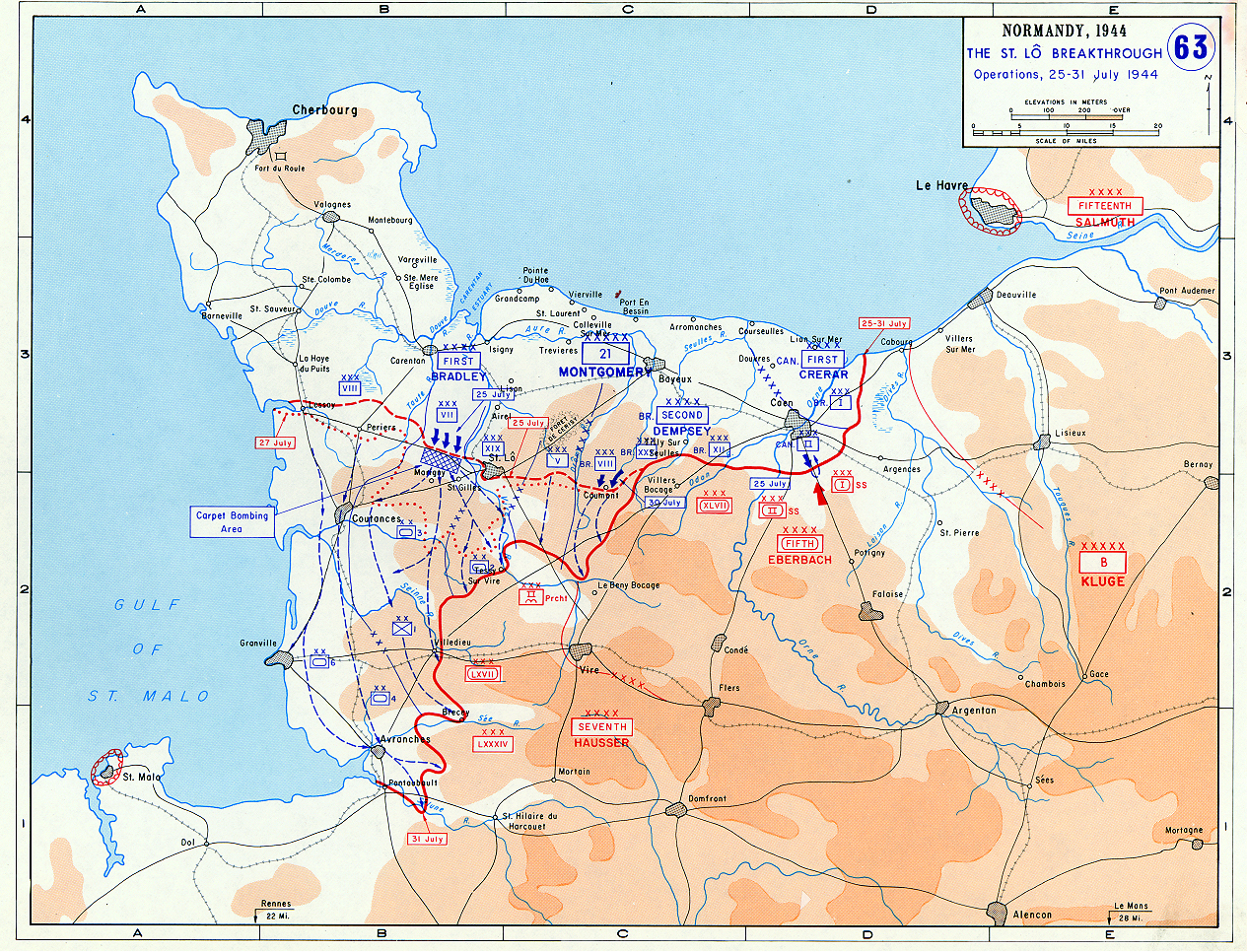
Operacions Cobra i Bluecoat

La visibilitat era pobra, però els bombarders van llançar amb precisió 2.000 tones de bombes. Els danys als equips alemanys van ser lleus, en part perquè n'hi havia poc a les zones objectiu i perquè la 43a i la 5a divisió es van situar just més enllà de la línia de sortida, molt al nord de les zones objectiu del seu sector. L'avanç de les unitats del flanc esquerre de l'11a Divisió Blindada a través de "Àrea A" va avançar ràpidament. Moltes unitats britàniques estaven ocupades en superar camps de mines, carreteres enfonsades, gruixuts tancs i barrancs escarpats, però al centre els atacants van guanyar 8 km.
El 31 de juliol, l'11 Divisió Blindada del VIII Cos va explotar un punt feble a la línia entre exèrcits alemanys, quan van descobrir un pont indefens ("Dickie's Bridge") a 8 km darrere del front alemany, sobre el riu Souleuvre. En reforçar l'oportunitat amb tancs Cromwell seguits d'unitats de suport posteriors, van separar les primeres unitats blindades alemanyes enviades a contraatacar.

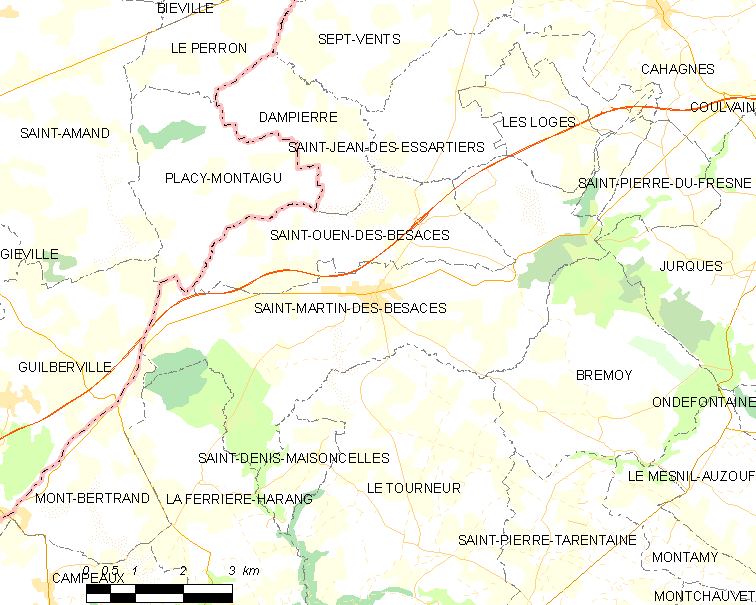
St-Martin-des-Besaces (Map commune FR insee code 14629)

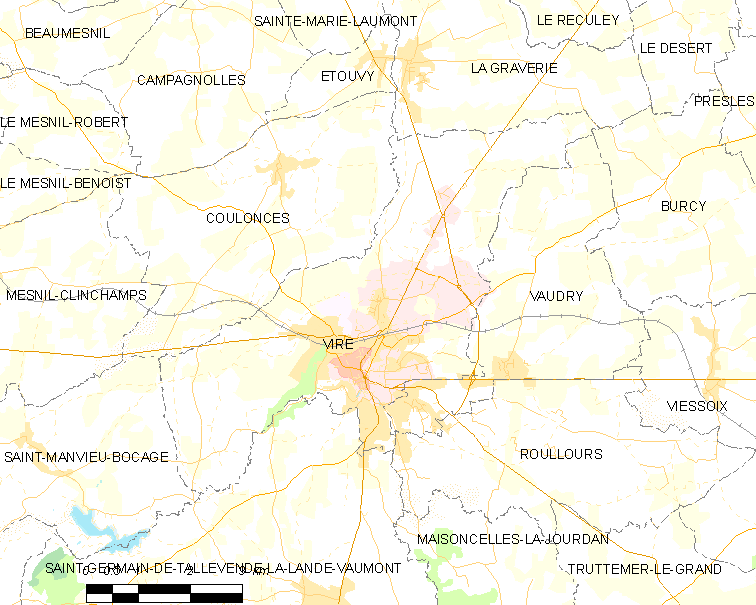
Vire (Map commune FR insee code 14762)

Les forces britàniques avançaven fins a 8,0 km des de Vire el 2 d'agost, que es trobava al costat nord-americà de la frontera inter-exèrcits. Hi va haver confusió sobre qui tenia els drets d'utilitzar determinades carreteres i l'atac britànic va ser restringit i desviat al sud-est. El 7è Exèrcit va poder reforçar la ciutat amb tropes de la 3a Divisió Paracaigudista, que estava sent empesa cap al sud pel V Cos dels Estats Units i traslladar elements de la 9a Divisió SS Panzer al sud-oest per tancar la bretxa entre el 7è Exèrcit i el Panzergruppe West.
L'avanç britànic es van mantenir amb aquests reforços. El VIII cos també va haver de protegir el seu flanc oriental, ja que els XXX Cos no havia mantingut el mateix ritme d'avanç. El comandant del XXX Cos, el tinent general Gerard Bucknall, va ser destituït el 2 d'agost i el comandant de la 7a Divisió Blindada, el major general George Erskine, també va ser rellevat l'endemà.. El tinent general Brian Horrocks, un veterà del nord d'Àfrica va substituir Bucknall el 4 d'agost. El 4 d'agost es va suspendre l'avanç del Segon exèrcit. El 6 d'agost, Vire va caure a un atac nocturn nord-americà del 116è Regiment de la 29a Divisió dels Estats Units contra els defensors de la 363a Divisió. El mateix dia, la 43a Divisió (Wessex) i tancs del 13/18 Royal Hussars van capturar Mont Pinçon.

## Conseqüències

### Anàlisi
L'operació Bluecoat va mantenir les unitats blindades alemanyes fixades al front est britànic i va continuar el desgast de les formacions blindades alemanyes a la zona. L'avanç al centre del front aliat va sorprendre als alemanys, quan van ser distrets pels atacs aliats als dos extrems del cap de pont de Normandia. En el moment de l'explosió nord-americana a Avranches, quedava poc o cap força de reserva per a l'operació Luttich, la contraofensiva alemanya, que fou derrotada el 12 d'agost, deixant el 7è exèrcit sense més remei que retirar-se. ràpidament a l'est del riu Orne, seguit per una rereguarda per totes les unitats blindades i motoritzades restants per permetre que el temps que la infanteria supervivent arribés al Sena. Després de la primera etapa de la retirada més enllà de l'Orne, la maniobra es va esfondrar per falta de combustible, atacs aeris aliats i la pressió constant dels exèrcits aliats, culminant en l'encerclament de moltes forces alemanyes a la bossa de Falaise.

### Baixes
Durant el període Bluecoat i les operacions posteriors a Normandia, el VIII Cos va patir 5.114 baixes.

### Operacions posteriors

#### Operació Grouse
Amb notícies del sector nord-americà, el 9 d'agost que l'Unternehmen Lüttich (Operació Liège), la contraofensiva alemanya de Mortain, havia estat derrotada, O'Connor va planejar un nou atac per destruir els defensors alemanys davant del VIII Cos o precipitar un col·lapse. La 3a divisió avançaria al voltant de Vire i la divisió de Guàrdies Blindada avançaria per Perrier Ridge, el VIII Cos s'establiria a terra alta entre Tinchebray i Condé-sur-Noireau al voltant del Mont de Cerisi, a uns 20 quilòmetres al sud-est de Vire. Es va planificar un atac trifàsic per la divisió de Guardies Blindats i la 6a Brigada de tancs de la Guàrdia, que es va iniciar l'11 d'agost, però el dia va llevar-se amb una densa boira, que va impedir el bombardeig preliminar i va desorganitzar l'atac de la infanteria de tancs. Un foc defensiu alemany va restringir l'avanç del flanc est a 370 m. Al centre, tres Panthers van ser localitzats en un jardí de la finca del Le Haut Perrier i emboscats, dos van ser destruïts i el supervivent va ser incendiat a la perifèria sud del poble, per un tirador de PIAT. L'avanç britànic va continuar cap al punt 242 al nord de Chênedollé, on un contraatac alemany va deixar fora de combat sis Shermans per una pèrdua de dos Panthers i una canó d'assalt. A l'oest, els grups del 2n de Guàrdies Irlandesos-5è grup d'infanteria de tancs Coldstream van avançar més ràpidament i van arribar a la part oest de Chênedollé. Quan el poble va ser atacat es va trobar que la guarnició s'havia retirat i, quan els bombarders no havien arribat, Chênedollé es va consolidar i es van ajornar els atacs posteriors i, finalment, es van cancel·lar.
A la dreta de la divisió blindada de la Guàrdia, l'atac va començar a les 9:00 per una carretera que passava cap al sud a través de Viessoix i Le Broulay, a 3 km enllà, fins a Moncy, a 8 km a l'est, protegit a la dreta per l'avanç de la 3a divisió. Des de Moncy, s'havia de continuar l'atac fins al Punt 260 del Mont de Cerisi, a 5 km més endavant. La resistència alemanya era tan determinada com la de l'est. Al nord de La Personnerie, camps de mines coberts per foc de la 3a divisió Fallschirmjäger va mantenir l'avanç. A la tarda també es va bloquejar un intent de desviació cap a l'est per Le Val, cobrint només 800 metres en cinc hores. Amb l'atac a Le Val i Viessoix, les tropes a Le Val van ser retirades durant la nit i es van rebre noves ordres per mantenir la carretera Vire–Vassy.

## Orde de batalla
Regne Unit
Segon Exèrcit (Miles Dempsey)
VIII Cos (Richard O'Connor)
15a Divisió d'Infanteria (Escocesa) (Gordon MacMillan)
Divisió Cuirassada de la Guàrdia (Allan Adair)
11a Divisió Cuirassada ("Pip" Roberts)
3a Divisió d'Infanteria (temporalment adjunta) (Lashmer Whistler)
6a Brigada de Tancs de la Guàrdia (Gerald Verney to 3 August then Sir Walter Barttelot)
XXX Cos (Gerard Bucknall fins al 2 d'agost, llavors Brian Horrocks)
43a Divisió d'Infanteria (Wessex) (Gwilym Ivor Thomas)
50a Divisió d'Infanteria (Northúmbria) (Douglas Alexander Graham)
7a Divisió Cuirassada (George Erskine fins al 4 d'agost, llavors Gerald Verney)
8a Brigada Cuirassada (George Prior-Palmer)
 Alemanya
Panzergruppe West (reanomenat 5è Exèrcit Panzer, agost de 1944) (Heinrich Eberbach)
initialment presentava:
XLVII Cos Panzer (part) (Hans Freiherr von Funck)
276a Divisió d'Infanteria (Curt Badinski)
326a Divisió d'Infanteria (Viktor von Drabich-Wächter)
reforços:
II Cos Panzer SS (Wilhelm Bittrich)
9a Divisió Panzer SS Hohenstaufen (Friedrich-Wilhelm Bock)
10a Divisió Panzer SS Frundsberg (Heinz Harmel)
21a Divisió Panzer (Edgar Feuchtinger)
1st Divisió Panzer SS Leibstandarte SS Adolf Hitler (part) (Theodor Wisch)